# Flastroff
Flastroff – miejscowość i gmina we Francji, w regionie Grand Est, w departamencie Mozela.
Według danych na rok 1990 gminę zamieszkiwało 357 osób, a gęstość zaludnienia wynosiła 43 osób/km² (wśród 2335 gmin Lotaryngii Flastroff plasuje się na 699. miejscu pod względem liczby ludności, natomiast pod względem powierzchni na miejscu 723.).